# كأس ملك إسبانيا 1919
كأس ملك إسبانيا 1919 (بالإسبانية: Copa del Rey de Fútbol 1919) هو الموسم 19 من كأس ملك إسبانيا. أشرف على تنظيمه الاتحاد الملكي الإسباني لكرة القدم، وكان عدد الأندية المشاركة فيه 8، وفاز فيه أريناس غوتكسو.